# 聖安娜縣
聖安娜縣（西班牙語：Cantón de Santa Ana），是哥斯達黎加的縣份，位於該國中部，由聖何塞省負責管轄，首府設於聖安娜區，始建於1907年8月29日，面積61.42平方公里，2011年人口49,123人，人口密度每平方公里799.79人。
9°55′9″N 84°12′30″W / 9.91917°N 84.20833°W